# Остоженка
У́лица Осто́женка (в 1935—1986 годах — Метростро́евская у́лица) — улица в Центральном административном округе города Москвы. Проходит от площади Пречистенские Ворота до Крымской площади, между Пречистенкой и Пречистенской набережной. Нумерация домов ведётся от площади Пречистенские Ворота. Название дано в XVII веке по старинному урочищу Остожье.

## История
Остоженка — низменная, пойменная местность на берегу Москвы-реки. Здесь находились луга и покосы, обычным элементом ландшафта были стога сена, отчего местность получила название Остожье.
В XVII веке на Остожье находилась царская Конюшенная слобода и Остоженский (Остожный) государев конюшенный двор.
В октябре 1917 года во время Октябрьской революции в районе Остоженки большевики вели бои за овладение зданием штаба Московского военного округа (дом 15/17[уточнить]) и Провиантскими (Интенданскими) складами на Крымской площади. Здесь был смертельно ранен большевик Пётр Добрынин и убиты секретарь Замоскворецкого ВРК Люся Люсинова и Павел Андреев, именами которых в советское время были названы московские улицы в Замоскворечье — Люсиновская улица и улица Павла Андреева.
Остоженка сохраняла название с XVII века вплоть до переименования в 1935 году в Метростроевскую улицу в связи с прокладкой здесь открытым способом участка первой очереди московского метрополитена. В 1986 году стала первой московской улицей, которой было возвращено историческое название.

### В XXI веке
Согласно данным краеведов, на Остоженке за время правления Юрия Лужкова «остались считанные исторические здания, и Зачатьевский монастырь стоит в окружении целых новорусских кварталов, абсолютно пустынных, мертвенных, где за заборами мертвенные лужайки — вот новая Москва, абсолютно пугающая».
По стоимости жилья, Остоженка — одна из самых дорогих улиц Москвы, России и стран бывшего СССР. Цены на жилую недвижимость здесь одни из самых высоких в мире. Район её расположения прозвали «Золотой милей». В 2013 году Остоженка заняла 8-е место в рейтинге самых дорогих улиц мира по версии агентства Knight Frank. Стоимость квартир достигла $29 тысяч за квадратный метр, что на 8 % дороже аналогичного жилья на Пятой авеню Нью-Йорка.

## Примечательные здания и сооружения

### По нечётной стороне

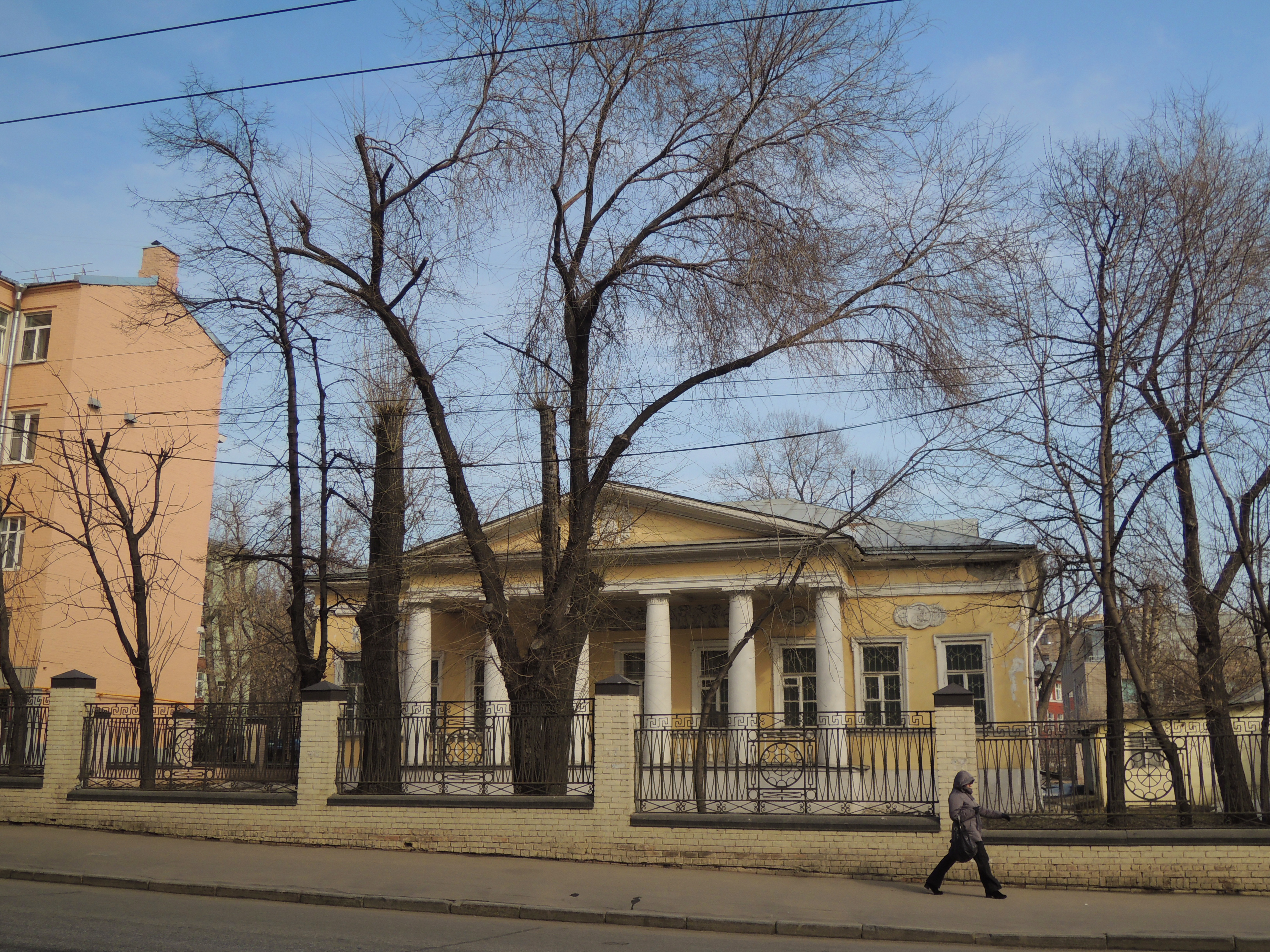
№ 49, дом Особняк Всеволжских

№ 1/9, жилой дом остоженского рабочего ЖСК
Здание 1926 года постройки, архитекторы — А. В. Коноров, А. В. Коссаковский, инженер И. П. Рыбаков.
№ 3/14, доходный дом Я. М. Филатова  7730443000
Правая часть здания была построена в 1907—1909 годах архитекторами В. А. Дубовским и Н. А. Архиповым; левая часть — перестроена и надстроена Э.-Р. Нирнзее в 1904 году. Известен как «Дом под рюмкой», так как угловая башенка внешне напоминает перевернутую рюмку.
№ 5, доходный дом графа В. А. Баранова
Здание 1913—1914 годов постройки, архитектор — В. В. Воейков.
№ 7, дом Варваринского акционерного общества домовладельцев
1-я очередь здания, построенного по проекту архитектора А. В. Иванова, была готова в 1899 году, 2-я — в 1903-м. Среди жильцов корпуса дома по Остоженке были инженер В. Г. Шухов (1903—1904), профессор Московской консерватории Адольф Ярошевский (1906—1911), художник В. П. Дриттенпрейс (1910—1911), редактор журнала «Математическое обозрение» Иоасаф Чистяков (1913—1915). В корпусе по 2-му Обыденскому переулку в 1901 году жили и работали историк М. В. Довнар-Запольский, профессор Московского университета А. И. Абрикосов, экономист А. А. Мануйлов; в корпусе по Пожарскому переулку жили историк В. И. Пичета (1924—1947), биолог, основоположник экспериментальной биологии в СССР Н. К. Кольцов (кв. № 69, 1915—1940), здесь, в кв. № 66, неоднократно бывал писатель М. А. Булгаков. В 1996—2002 годах в доме жил актёр Виталий Соломин.
№ 11 (бывш. дом № 13/12), адрес трактира Шустрова «Голубятня»
Старинное здание было снесено в 2007 году для освобождения места под строительство жилого комплекса «Остоженка 11» (архитектор — С. Кисилев).
вл. № 15, на месте современного сквера была расположена церковь Воскресения Словущего на Остоженке, уничтоженная в 1935 году
№ 17, корп. 1, доходный дом В. И. Грязнова  7730441000
Здание 1901 года постройки, архитектор — Л. Н. Кекушев (при участии С. С. Шуцмана).

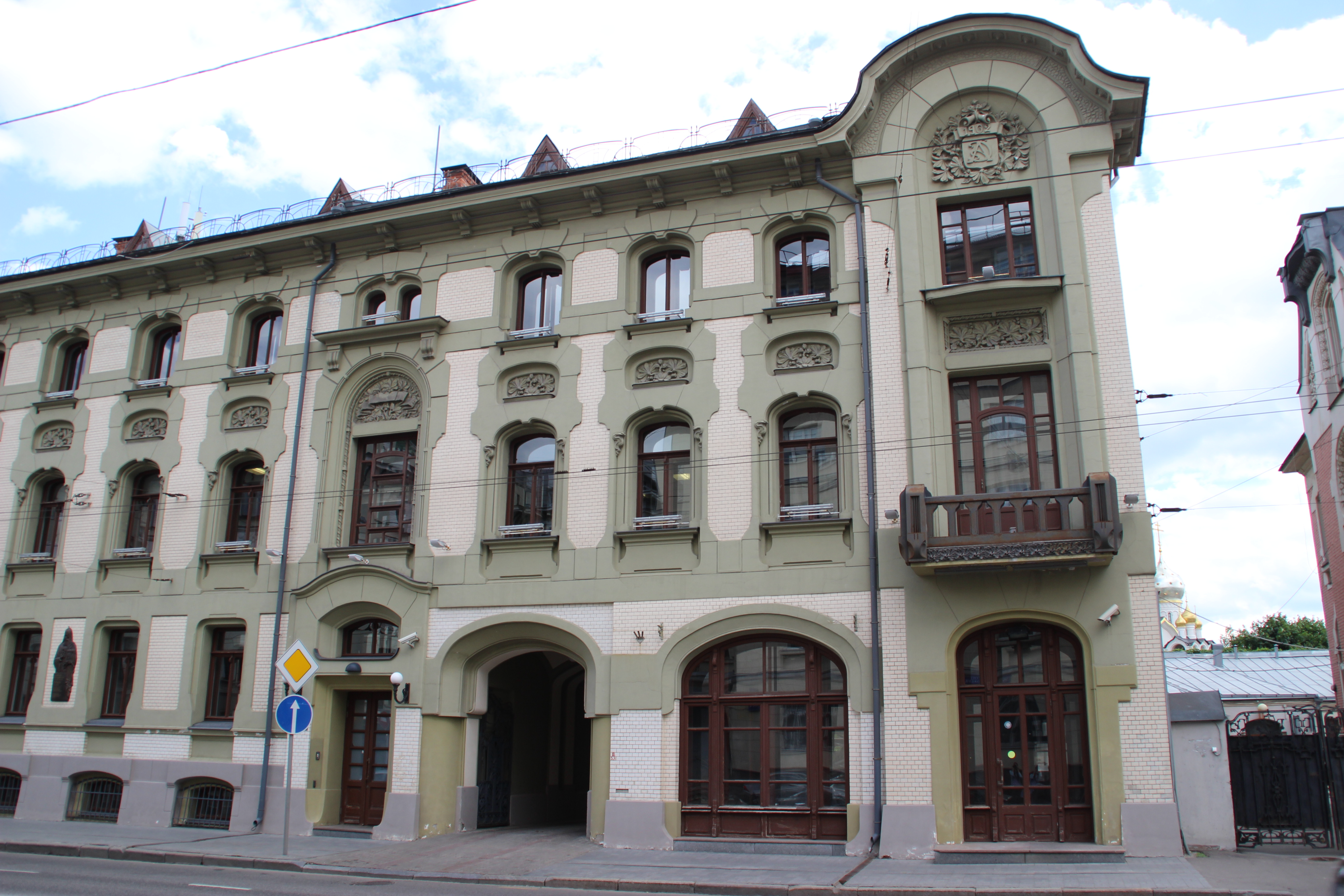
№ 19, стр. 1, доходный дом А. И. Кекушевой

№ 19, стр. 1, доходный дом А. И. Кекушевой  7710559000
Здание 1902—1903 годов постройки, архитектор — Л. Н. Кекушев.
В 2016 году особняк перешёл в собственность компании «РПА эстейт», заплатившей за него 390 млн руб.

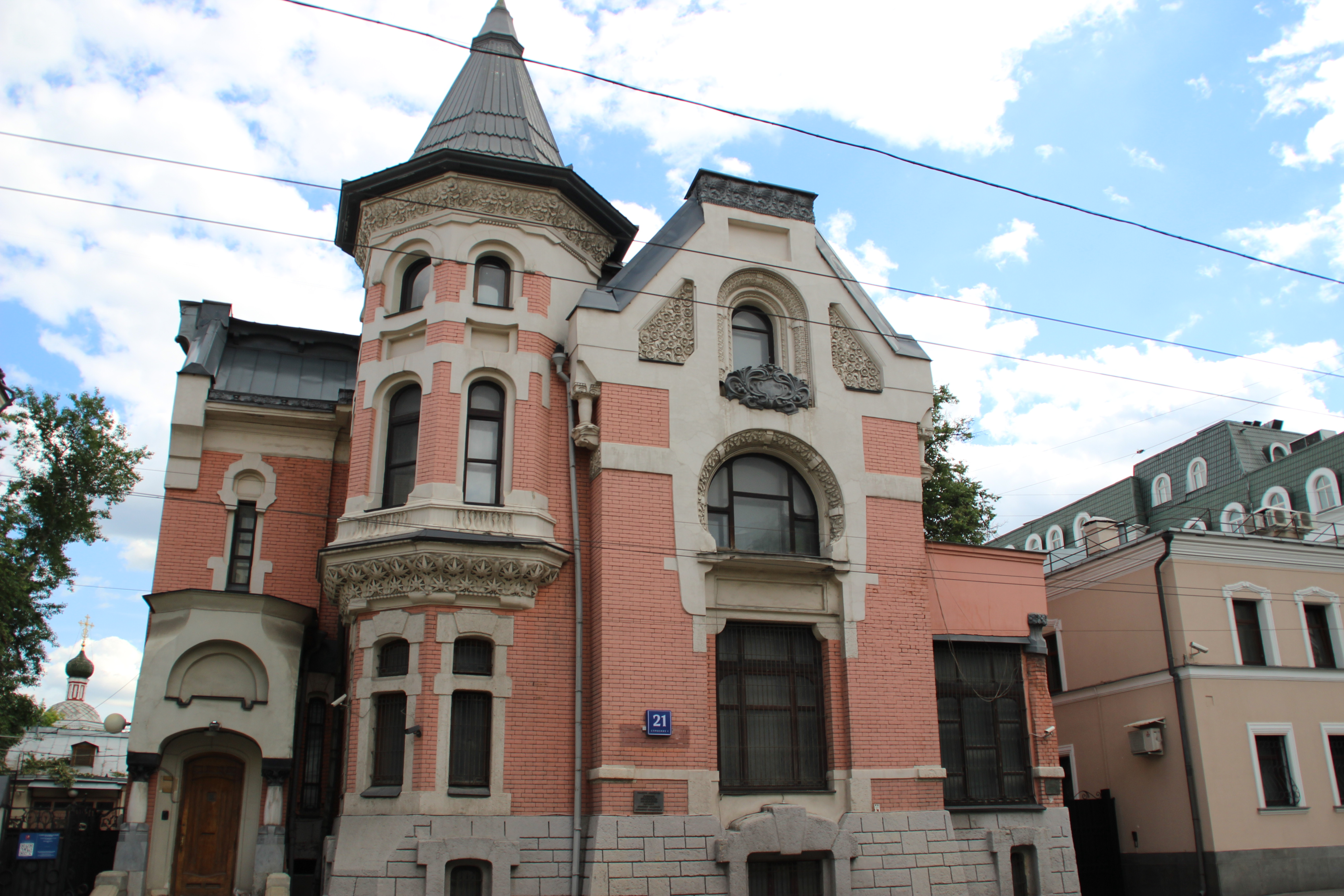
№ 21, Дом Кекушевой

№ 19, стр. 2, Палаты Киреевского
, трёхэтажный жилой дом на основе постройки XVII века (перестраивался в XIX веке). С конца 1980-х годов здание пустовало и впоследствии постепенно разрушалось, пережив несколько пожаров. В 2014 году под прикрытием реставрации фасадов по заказу Зачатьевского монастыря стены памятника архитектуры был незаконно разобраны до подклета подрядчиком ООО «Капитель», на освободившемся месте началось новое строительство. Архитектором проекта выступает Александр Рыжов, ранее уничтоживший под видом реконструкции Шталмейстерский дом в Малом Знаменском переулке.
№ 21, особняк А. И. Кекушевой  7710561000
Здание построено в 1900—1903 годах по проекту архитектора Л. Н. Кекушева (при участии В. С. Кузнецова). По внешнему виду здание напоминает средневековый замок в миниатюре. Лев Кекушев строил этот дом для себя и своей семьи, но после развода дом перешёл во владение его жены Анны. В настоящее время в здании размещается Бюро военного атташе Египта. Находится в хозяйственном ведении ГлавУпДК при МИД России. Как и другая постройка архитектора, особняк Листа, данное здание называют одним из возможных адресов булгаковской Маргариты.
№ 25, стр. 1, Центр оперного пения Галины Вишневской / жилой комплекс «Опера хаус»
На месте единственного на Остоженке сквера в начале XXI века по проекту М. М. Посохина с нарушением регламента (здание выше, чем было заявлено первоначально) и в обход ограничений, установленных для заповедной зоны города, было построено здание, несущее в себе черты так называемого лужковского стиля. Псевдоклассическое строение с колоннами разных ордеров нарушает исторический архитектурный облик квартала и, по мнению искусствоведа и архитектурного критика Г. И. Ревзина, является «апофеозом безвкусицы».

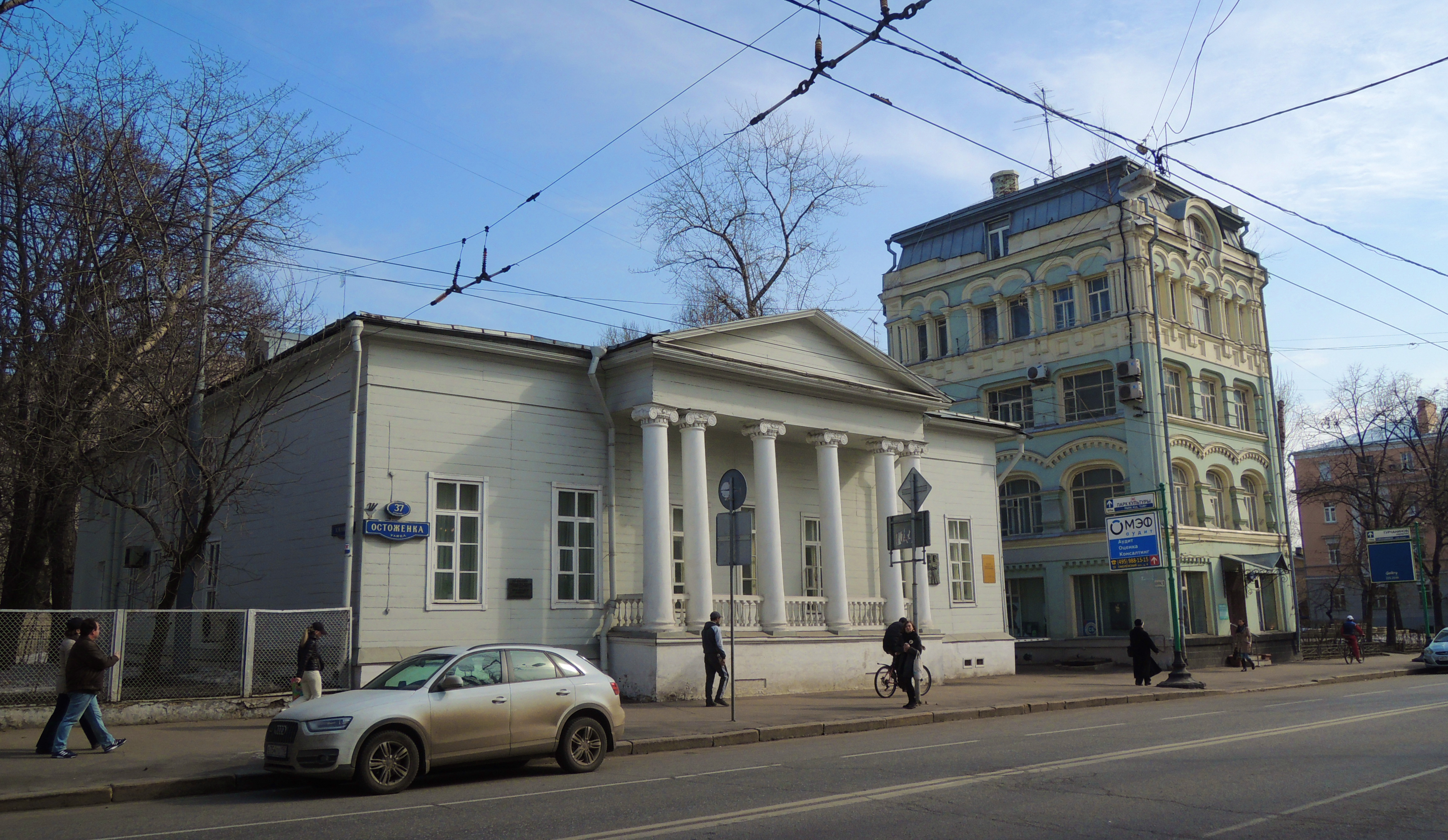
Музей И. С. Тургенева на Остоженке

№ 37/7 — Дом Тургенева  7710562001
С 1839 по 1851 год особняк принадлежал Варваре Петровне Тургеневой, матери писателя Ивана Тургенева. Действие повести «Муму» происходило именно в этом доме. В 2009 году в сильно перестроенном здании (сохранился только холл) был открыт музей И. С. Тургенева. В его коллекции находятся нотный альбом возлюбленной писателя Полины Виардо, записка-приглашение на концерт от её родственника, скрипача Леонара Юбера, оригиналы писем писателя, слепок с его руки и его посмертная маска и прочие экспонаты, попавшие на Остоженку из коллекций других российских музеев. В доме жил актёр Пётр Глебов.
№ 37/7, стр. 2
Четырёхэтажное здание было построено в 1901 году по проекту архитектора Н. И. Какорина. Предназначалось для складирования и продажи вещей, пожертвованных Московскому совету детских приютов, распоряжавшемуся в то время соседним зданием (№ 37/7).
№ 39, детский приют
Здание 1902 года постройки, архитектор — С. И. Тихомиров.
№ 41, жилой дом
Здание построено в 1925—1928 годах предположительно акционерным обществом Русгерторг, с применением технологий массового строительства немецкой фирмы «Пауль Коссель и К°» (наливным способом в стандартизированной переставной щитовой опалубке), и является первым многоэтажным и многоподъездным домом СССР, в конструкциях которого применялся монолитный железобетон. В этом доме жил поэт Михаил Зенкевич.
№ 47, доходный дом причта Успенской церкви
 ЦГФО, здание 1913 года постройки, архитектор — И. П. Машков.
№ 49, стр. 1 Особняк Всеволжских  7710564000
Здание, построенное между 1817-м и 1825 годами, представляло собой часть городской усадьбы Лошаковского-Всеволожского. Здесь жили Михаил Бакунин и братья Киреевские.
№ 51/10, Особняк Абрикосовых
Здание 1873 года постройки, архитектор — М. К. Пузыревский, в 1916 году перестраивалось архитектором С. Е. Чернышёвым. С ? года здесь находится пресс-бюро Службы внешней разведки Российской Федерации.

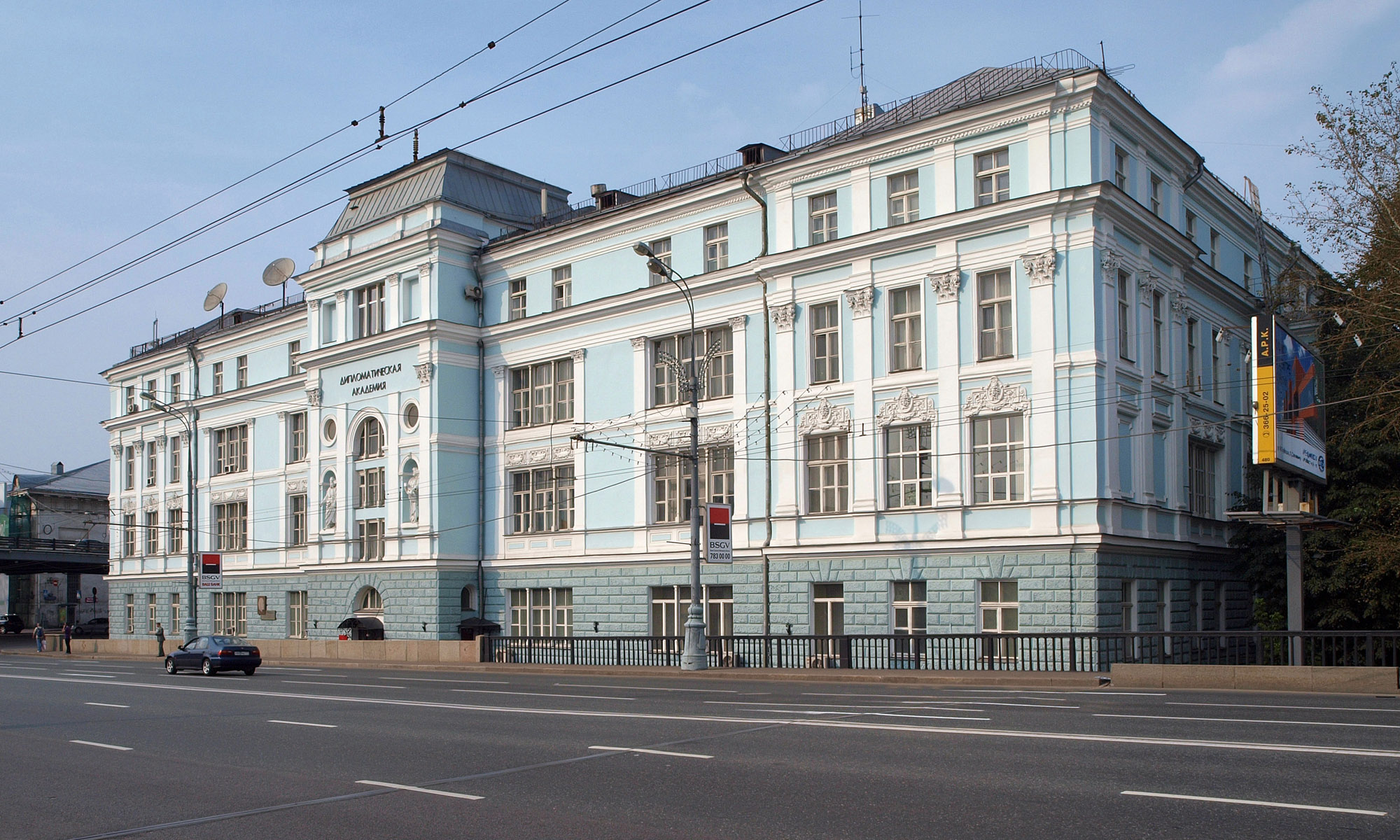
Лицей Цесаревича Николая, архитектор — А. Е. Вебер (1875)

№ 53/2, Лицей Цесаревича Николая
, здание 1875 года постройки, архитектор — А. Е. Вебер. Начиная с 1952 года[уточнить] здание занимает Дипломатическая академия МИД России.

### По чётной стороне
- № 4, исторически ценный градоформирующий объект — главный дом усадьбы Римских-Корсаковых (1816; 1860[26]). Владение известно с 1717 года, принадлежало стольнику А. Л. Римскому-Корсакову (из первого поколения Корсаковых, получивших дозволение именоваться Римскими), строителю надвратной церкви соседнего Зачатьевского монастыря. Дом показан каменным на плане 1740-х годов, может относиться и к XVII веку. Первый этаж со стороны двора погружён в толщу культурного слоя, с торца видны части белокаменной кладки[27]. Дом соседствует со знаменитыми «Красными» и «Белыми» палатами[28], обнаруженными путём натурных раскрытий в 1972 году. Фасадное решение здания принадлежит XIX веку. В интерьере сохранились лепнина потолков и печи. По литературным данным, в конце 1860-х годов (либо в 1889 году) в доме жил П. И. Чайковский. В 2008 году Экспертный совет Мосгорнаследия отказал натурно не исследованному дому в статусе памятника. Скрытая причина — инвестконтракт города с НИИ социальных систем МГУ на строительство «многофункционального комплекса» во владениях 4 и 6 по Остоженке. После смены руководства города инвестконтракт был продлен, но скорректирован: градплан земельного участка, выпущенный в 2015 году, допускает для дома № 4 «реконструкцию в рамках регенерации» с сохранением габаритов и фасадного решения «методом реставрации», а также сохранение участка незастроенным. Дом, расселённый несколько лет назад, пустует и ветшает[27]. В марте 2016 года Архсовет отклонил проект реконструкции здания[29] со сносом задней стены ради выкапывания подземной парковки открытым способом. В июне на участке начались инженерно-геологические изыскания. В октябре 2016 года Архсовет повторно рассматривал проект (новый проектировщик — Buromoscow) и одобрил его[30]. В конце октября 2016 года дом обнесли усиленными лесами и обложили бетонными блоками, как это обычно бывает перед сносом. 7 февраля 2017 года на сайте Архнадзора было опубликовано открытое письмо председателю совета директоров компании «Стройтэкс», президенту Фонда «Екатерина» В. А. Семенихину, являющемуся застройщиком участка[31]. В конце марта предприниматель Владимир Семенихин в прессе опроверг планы[32] по сносу двух исторических корпусов палат Римских-Корсаковых. Однако, в конце 2017 года в Москомархитектуру поступило на согласование архитектурно-градостроительное решение (АГР) со сносом и «воссозданием» дома. В январе 2018 года Департамент культурного наследия города Москвы в ответе на запрос подтвердил существование таких планов и сообщил об отказе в согласовании работ по «частичной разборке» домов 4 и 6 по Остоженке, «как вступающих в противоречие с утверждёнными требованиями и ограничениями градостроительного регламента»[33]. Снесен в марте 2020 года[34].
- № 6, стр. 1 — доходный дом Чилищевой (ок. 1816; 1847, архитектор В. Ф. Громовский; 1870, архитектор Н. И. Гущин[26]); сгорел в 2003 году, находится в руинированном состоянии[13]; проект строительства на участке владения 4—6, включая новое шестиэтажное здание и подземное пространство, в марте 2016 года был отклонён Архитектурным советом города[35]. В 2019-м году с разрешения столичных властей здание снесли, оставив только фасадную стену[36][37].
- № 8, стр. 1,  ЦГФО — доходный дом (1901, архитектор О. О. Шишковский), ценный градоформирующий объект[26].
- № 10/2/7, стр. 1 — жилой дом, XVIII—XIX вв.[26].
- № 12/1, стр. 1,  ЦГФО — жилой дом (1824; 1855; 1874, архитектор С. В. Дмитриев)[26].
- № 12/1, стр. 3,  ЦГФО — доходный дом Н. П. Соколова (1874, архитектор Н. П. Делекторский)[26].
- № 16 — дом на углу Остоженки и Лопухинского переулка. 16 января (по ст. ст.) 1853 года здесь родился философ Владимир Сергеевич Соловьёв, сын историка Сергея Михайловича Соловьёва. На конспиративной квартире в этом доме в марте 1906 года прошло расширенное заседание Московского комитета РСДРП, на котором произнёс речь о подготовке к IV (Объединительному) съезду партии В. И. Ленин. В память об этом событии на здании была установлена мемориальная доска[2]. Летом 2006 года в ходе реконструкции историческое здание было снесено целиком за исключением фасада[13]. В настоящее время в доме № 16 расположен Мультимедиа Арт Музей (МАММ), основанный в 2003 году на базе Московского дома фотографии, просуществовавшего с 1996 по 2003 год.
- № 20  7734716000 — доходный дом Г. Е. Бройдо (1902, архитектор Н. И. Жерихов[6][38])[26]. В конце 1990-х годов дом был реконструирован с заменой перекрытий, в результате чего интерьеры потеряли большинство элементов первоначальной отделки[38]. В доме жил певец В. А. Бунчиков[39]
- № 24  7730444000 — особняк Лыжина — Е. Е. Карташова (1830-е; 1875-18787, архитектор А. Л. Обер; 1902)[6][26].
- № 26/1 — жилой дом (1837). В доме жили актёры Лавровы, Сабуровы, Васильевы[26]. Дом пустует, затянут строительной сеткой-баннером. В 2016 году разработан проект реставрации, получивший положительный отзыв государственной историко-культурной экспертизы. Дом внесён в Красную книгу Архнадзора (электронный каталог объектов недвижимого культурного наследия Москвы, находящихся под угрозой), номинация — запустение[40].
- № 28 — представительство ООН в Российской Федерации.
- № 30 — доходный дом (1886, архитектор М. Г. Пиотрович).
- № 32, стр. 1 — гостиница «Кебур-Палас».
- № 32/2 — дом Московского совета детских приютов Ведомства учреждений Императрицы Марии (ВУИМ). (1889—1890, архитектор Я. И. Антонов[41]). Факультет экономики и права МГЛУ.
- № 36 — дом Совета детских приютов, флигель перестроен а 1896 году по проекту архитектора Н. Э. Пелица[42]).
- № 38  7710563000 — дом Еропкина (конец XVIII в., архитектор М. Ф. Казаков)[26][43]. В 1806 году оно было куплено для Московского коммерческого училища. Здание ныне занимает Московский государственный лингвистический университет.
- № 40/1 — доходный дом (1913, архитектор Н. И. Жерихов[44]). В 1995—2007 годах здесь жил мультипликатор Александр Татарский[45].
- № 42/2 — доходный дом М. В. Голубицкой. Первый двухэтажный каменный дом на рассматриваемом участке по Остоженке был построен в 1842 году и оформлен в стиле ампир, хозяйкой была княгиня Зоя Михайловна Волконская. В 1891 году владение принадлежало М. В. Голубицкой, для которой здание перестроил архитектор Николай Струков. Он объединил в одном здании три периода его формирования — северной частью стал ампирный особняк Волконской, южной — пристройка XIX века. Среднюю часть возвёл Струков, нарастив общую высоту объединённого дома до трёх этажей и приведя фасады к единому, гармонизирующему с остальной застройкой улицы, облику[46]. При Голубицкой на первом этаже снимали площади под магазины и конторы, на втором жила владелица здания, а на третьем находились меблированные комнаты для сдачи внаём[47][48]. В 2018 году совет муниципальных депутатов округа Хамовники обратился с открытым письмом к президенту России, выразив обеспокоенность, что здание умышленно пытаются довести до аварийности, чтобы затем снести и застроить участок[49]. В марте 2021 года власти Москвы объявили, что в рамках программы капремонта дому отремонтируют крышу[50].
- № 48/2,  памятник архитектуры (федеральный) — Провиантские склады (боковой фасад) (1832—1835, архитектор В. П. Стасов)[26].

## Общественный транспорт

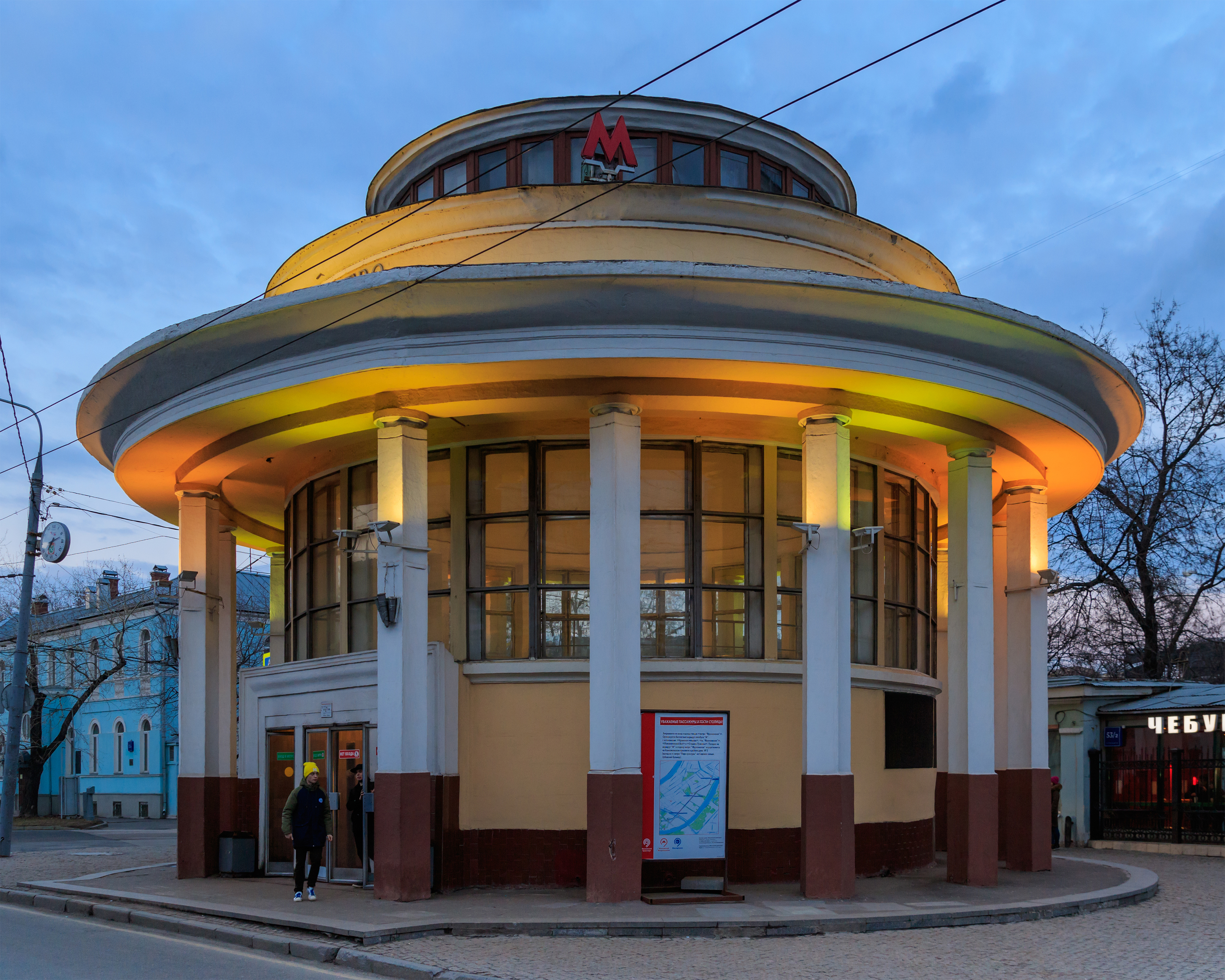
Вестибюль станции метро «Парк культуры» на углу Остоженки и Новокрымского проезда

- Станции метро «Парк культуры» Кольцевой линии, «Парк культуры» и «Кропоткинская» Сокольнической линии.
- Автобус м5.